# Renzo Saravia
Renzo Saravia (wym. [ˈren.so saˈɾa.βja]; ur. 16 czerwca 1993 w Villa de María del Río Seco) – argentyński piłkarz występujący na pozycji prawego obrońcy w brazylijskim klubie Atlético Mineiro. Były reprezentant Argentyny.
Brązowy medalista Copa América 2019.